# Reizō Ōhira
Reizō Ōhira (大平礼三?, Ōhira Reizō; 7 marzo 1935) è un ex cestista giapponese.

## Carriera
Con il Giappone ha partecipato alle Olimpiadi del 1956, segnando 2 punti in 3 partite.